# Malhação 2012
A vigésima temporada da série de televisão brasileira Malhação, popularmente chamada de Malhação 2012 ou de Malhação: Intensa como a Vida, foi produzida e exibida pela TV Globo de 13 de agosto de 2012 a 5 de julho de 2013, em 228 capítulos.
Escrita por Rosane Svartman e Glória Barreto com a colaboração de Charles Peixoto, Cláudio Lobato, Cristiane Dantas, Diego Miranda, Paulo Halm, Natália Sambrini, Priscila Steinman e Rosane Svartman, teve supervisão de texto de Ana Maria Moretzsohn. A direção foi de Marcus Figueiredo, Tande Bressane e Luiz Henrique Rios (também diretor geral). O diretor de núcleo foi José Alvarenga Jr..
Conta com as atuações de Agatha Moreira, Guilherme Prates, Juliana Paiva, Rodrigo Simas, David Lucas, Rodolfo Valente, Daniel Blanco, Guilherme Leicam e Alice Wegmann.

## Sinopse
A trama se passa no Colégio Quadrante. Ju (Agatha Moreira) é uma estudante do ensino médio, apaixonada pelo mundo da moda. Mora com o irmão mais velho, o universitário Bruno (Rodrigo Simas), após a mudança dos pais para Brasília. Em seu blog, Ju quase é vítima de um homem na internet, mas consegue se salvar. Além disso, a moça ainda terá bulimia.
Dinho (Guilherme Prates) é popular do Colégio Quadrante. Sempre de bicicleta não resiste a uma aventura. Porém, sempre se mete em confusões provocadas por Orelha (David Lucas), um garoto encrenqueiro dono de um blog, onde posta tudo que ocorre no Quadrante. Ele ainda é amigo do surfista e bem-humorado Fera (Victor Sparapane) e de Pilha (Peter Brandão), um garoto que almeja ser um funkeiro de sucesso. Enquanto isso não acontece, Pilha mora com a madrinha Rosa (Tânia Toko), e é apaixonado por Fatinha (Juliana Paiva), a periguete do colégio, uma garota bonita, animada, e que esconde dos pais a sua verdadeira personalidade.
Lia (Alice Wegmann) é rebelde, mas sofre com a distância da mãe, a médica Raquel (Patrícia Vilela), que foi ajudar povos carentes pelo mundo, deixando Lia e a sua irmã mais nova, Tatá (Pietra Pan), sob os cuidados de Lorenzo (Marcelo Várzea) e Paulina (Ida Celina), pai e avó paterna das meninas. Lia, apesar de sofrer, não demonstra os seus sentimentos, além de viver às turras com a irmã, com quem divide o dormitório.
Morgana (Cacá Ottoni) é uma garota sonhadora, e tem uma imaginação fértil. Seu melhor amigo é Rafa (Rodolfo Valente), um jovem que sofre com as zombarias dos colegas de classe por andar com meninas, gostar de moda, e dançar balé. Gil (Daniel Blanco) é aluno novo no colégio, e já começa a sofrer as consequências de ter uma mãe como professora e amiga de seus amigos, Marcela (Daniella Winits) a professora de educação física. Rita (Jéssica Ellen), filha da cantora de sucesso Luiza Lima (Thalma de Freitas), também ingressa no colégio, vinda da Suécia, onde morava com a mãe, em busca de reencontrar o seu pai biológico.
Bruno, o irmão mais velho de Ju, é um universitário que cursa publicidade e planeja tornar o mundo um lugar melhor. Politicamente correto e responsável, Bruno namora a obsessiva Ana (Talita Tilieri), uma colega também universitária. É amigo de Nélio (Guilherme Dellorto), um sujeito centrado que se apaixona por Ju, a irmã mais nova do melhor amigo, e Rasta (Bruno Quixote), um universitário festeiro e irresponsável que não liga para estudos e compromissos. Bruno se interessa por Rita e os dois começam a namorar, porém Bruno se torna alvo da sedução da Fatinha. A garota encontra o rapaz bêbado e o leva para seu dormitório. Bruno dorme e a periguete aproveita para tirar uma foto comprometedora do rapaz, fato esse que faz Rita terminar o namoro com o universitário. Diante do desprezo de Rita, Bruno passa a se envolver com Fatinha, sem querer no entanto um envolvimento sério com a garota. Apaixonada, Fatinha passa a tomar uma série de atitudes com o objetivo de namorar Bruno.
Depois de uma viagem para Paraty, Dinho conhece Valentina (Elisa Brites), com quem traiu Lia. Nesse período, Alice (Carla Marins) descobre que está grávida, e Leandro (Leonardo Miggiorin) se casa com Isabela (Elisa Pinheiro). Clô (Malu Valle), mãe de Leandro, vem morar com eles. Ao voltar para o Rio, Dinho descobre que Valentina voltou atrás dele, e Lia descobre a traição, terminando tudo com Dinho. Ele, então, se muda para Miami junto à Mario (Eduardo Galvão), Alice, e Tico (Xande Valois). Rafa recebe uma bolsa de estudos de dança no exterior, e viaja, deixando Morgana triste. Quando Orelha descobre que Rafa conseguiu uma bolsa de estudos para uma escola de dança, ele não resiste e volta a fazer vídeos humilhando sua vítima predileta. Dessa vez, as consequências são bem maiores, Orelha corre o risco de ser expulso do Quadrante e os pais de Rafael resolvem interferir também.
Orelha publica na internet um vídeo de Rafa dançando balé, o ofendendo e chamando de "menina". O diretor Mathias (Blota Filho) vê o vídeo e diz que irá tomar as devidas providências, mas acaba descobrindo que os pais de Orelha praticamente o abandonaram, e o deixaram nos cuidados de uma babá. Rafa não aceita a decisão de Mathias, e Morgana tenta ajudar o amigo de alguma forma. Então ela prepara uma suposta poção mágica do afeto, para que Orelha goste da primeira pessoa que vi, que no caso é Rafa. Mas o plano acaba dando errado, pois na hora em que Orelha toma a porção, Rafa escorrega e cai no chão, e com isso a primeira pessoa que Orelha ver é Morgana. Orelha inventa um plano de que está apaixonado por Morgana. Orelha beija Morgana na frente de todos no Misturama, e debocha do beijo da garota, dizendo que é nota 4. Mas aos poucos, Orelha percebe que está realmente apaixonado por Morgana.
Marta (Silvia Pfeifer), a mãe de Ju, vai apresentá-la ao mundo da moda oficialmente, ajudando a filha a começar uma carreira de modelo profissional. Mas, Ju vai sentir dificuldades em conciliar a profissão, os estudos e o namorado, Gil. Olavo (Leonardo Franco), pai de Bruno e Ju, é também advogado de Vitor (Guilherme Leicam), um novo personagem que vem de Brasília para movimentar a história.
Vitor, que já tem 18 anos é um excelente aluno, mas perdeu um ano de estudos no Quadrante de Brasília, passando três meses preso em uma delegacia. O rapaz trabalhava para o escritório de contabilidade do pai, fazendo entregas, e para a sua surpresa, foi pego em uma blitz da polícia com um pacote cheio de drogas. Vitor não sabia o que tinha dentro do pacote, Olavo conseguiu soltar o rapaz alegando exatamente isso. Olavo ajuda na transferência para a cidade do Rio de Janeiro a pedido da família, que quer afastá-lo do estigma e de possíveis más influências. Ele acredita mesmo na inocência do rapaz, mas sabe que ele está escondendo algum segredo, possivelmente para proteger alguém. Sal (Pedro Cassiano) é o irmão mais velho de Vitor, e verdadeiro culpado por sua prisão.
Para ajudar na carreira de Pilha como funkeiro, Orelha, que já se considera o seu empresário pessoal, vai dar a ideia de fazer o "Botando Pilha", um programa que promove o rapaz, dentro da TV Orelha. O DJ Marlboro vai entrar em contato com Pilha. O garoto vai ficar muito animado, achando que é resultado da audiência do "Botando Pilha", mas na verdade o convite não é para um show, muito pelo contrário!
Depois de uma grande briga com Raquel, Lia pede para morar uns tempos com Lorenzo, na casa de Marcela. A proximidade de Lia e Gil, começa a deixar Ju insegura. Lia voltou a ser muito fechada em relação aos seus sentimentos, não quer viver um novo amor. Ela prefere transformar qualquer afeto em amizade. Mas, nem sempre as coisas acontecem como a gente planeja e a chegada de Vitor vai mexer com ela. Lia conhece Vitor depois que ele desvia de um garoto e acaba atropelando ela, mas fica tudo bem. Ju descobre os segredos de Vitor, que o deixa com medo. Vitor e Lia ficam bem amigos, ele mostra o jardim secreto, onde alguns dias depois Lia sofre um acidente, Lia é levada para o hospital, onde precisa de sangue, mas não tem seu tipo sanguíneo, então Vitor tendo o mesmo tipo sanguíneo dou-a a ela ficando tudo bem. Ao decorrer do tempo, Sal planejará um sequestro contra Lia, por ela ter lhe entregado a Vitor, mas esse sequestro irá resultar na morte de Marcela, que ao tentar salvar Lia, é atropelada. Mas antes de morrer, ela pede para Lorenzo e Raquel cuidarem de Gil. Nesse meio tempo, Luana (Louise D'Tuani), uma ex-namorada de Vitor, volta grávida de Sal.

## Elenco
| Intérprete          | Personagem                                     |
| ------------------- | ---------------------------------------------- |
| Alice Wegmann       | Lia Martins                                    |
| Agatha Moreira      | Juliana Menezes (Ju)                           |
| Juliana Paiva       | Maria de Fátima dos Prazeres Menezes (Fatinha) |
| Guilherme Leicam    | Vitor Machado                                  |
| Guilherme Prates    | Adriano Costa Miranda (Dinho)                  |
| Rodrigo Simas       | Bruno Menezes                                  |
| Daniel Blanco       | Gilberto Porto (Gil)                           |
| David Lucas         | Álvaro Gabriel Antunes Júnior (Orelha)         |
| Cacá Ottoni         | Morgana Almeida Rocha                          |
| Jéssica Ellen       | Rita Lima Svensson                             |
| Victor Sparapane    | Frederico Massafera (Fera)                     |
| Guilherme Dellorto  | Nélio Rodrigues                                |
| Rodolfo Valente     | Rafael Freire (Rafa)                           |
| Peter Brandão       | Leonel Baptista de Souza (Pilha)               |
| Louise D'Tuani      | Luana Fiorentino                               |
| Pedro Cassiano      | Salvador Machado (Sal)                         |
| Mariana Cortines    | Erika Matoso (Kika)                            |
| Talita Tilieri      | Ana Paula Soares                               |
| Bruno Quixotte      | Leonardo Magalhães (Rasta)                     |
| Elisa Brites        | Valentina                                      |
| Blota Filho         | Diretor Mathias Albuquerque                    |
| Leonardo Miggiorin  | Prof. Leandro Maciel                           |
| Elisa Pinheiro      | Profª. Isabela Chaves (Belinha)                |
| Danielle Winits     | Profª. Marcela Porto                           |
| Danilo Sacramento   | Prof. Cezar Augusto                            |
| Patrícia Costa      | Profª. Sônia                                   |
| Zeca Carvalho       | Prof. Jorge                                    |
| Maksin Oliveira     | Inspetor Robson de Oliveira                    |
| Marcelo Várzea      | Lorenzo Martins                                |
| Ida Celina          | Paulina Martins (Dona Paulina)                 |
| Luiz Gustavo        | Rômulo Rios                                    |
| Patrícia Vilela     | Raquel Martins                                 |
| Tânia Tôko          | Rosa de Oliveira                               |
| Sílvia Pfeifer      | Marta Muller Menezes                           |
| Leonardo Franco     | Olavo Menezes                                  |
| Leo Jaime           | Fernando Rocha (Nando)                         |
| Vanessa Lóes        | Beatriz Almeida Rocha (Tizinha)                |
| Thalma de Freitas   | Luiza Lima Svensson                            |
| Carla Marins        | Alice Miranda                                  |
| Eduardo Galvão      | Mário Costa                                    |
| Maria Paula         | Bárbara Rios Costa                             |
| Malu Valle          | Clotilde Maciel (Clô)                          |
| Bruno Dubeux        | Michel                                         |
| Wendell Bendelack   | Severino                                       |
| Márcio Vito         | Axel                                           |
| Pietra Pan          | Constância Martins (Tatá)                      |
| Xande Valois        | Henrique Rios Costa (Tico)                     |
| Vitor Colman        | Juca                                           |
| Lara Jhúlia Dellias | Letícia                                        |

### Participações especiais
| Intérprete               | Personagem                   |
| ------------------------ | ---------------------------- |
| Bruno Peixoto            | Gustavo Reis (Guga)          |
| Sérgio Marone            | Lupe / Lobo                  |
| Alexandre Slaviero       | Eriberto                     |
| Thaís de Campos          | Vilma Antônia dos Prazeres   |
| Paulo Coronato           | Adolfo dos Prazeres          |
| Jandir Ferrari           | Ronaldo Freire               |
| Rogéria                  | Carmem Rios                  |
| Jullie                   | Naomi                        |
| Ellen Rocche             | Shayene                      |
| William Ferreira         | Alek Svensson (Sven)         |
| Kayky Brito              | Ricardão                     |
| André Marques            | Alexandre Ferreira (Mocotó)  |
| Nuno Leal Maia           | Augusto                      |
| Bia Junqueira            | Mãe do Fera                  |
| Joana Limaverde          | Débora                       |
| Aline Dias               | Maná                         |
| Luís Salem               | Zé Excelsior                 |
| Ana Lima                 | Verônica                     |
| Ângela Rabelo            | Bertha                       |
| Rhaisa Batista           | Ulla Johnson                 |
| Simone Soares            | Helga                        |
| Dja Marthins             | "Dona Filó"                  |
| Úrsula Corona            | Betty                        |
| Edmílson Barros          | Salomão Congonglustein Papuá |
| Gustavo Ottoni           | Hector                       |
| Ana Rios                 | Elisa                        |
| Gael Augusto             | Gringo                       |
| Beatriz Junqueira        | Olga                         |
| Karen Coelho             | Ester                        |
| Marcello Gonçalves       | Vaguinho                     |
| Bruna Pietronave         | Valdete                      |
| Mayara Lepre             | Britney                      |
| Paloma Riani             | Marina                       |
| Thaís Botelho            | Marizete                     |
| Luciano Vidigal          | Lulu Mauro                   |
| Clara Maria              | Louise                       |
| Dani Gondim              | Tábata                       |
| Wiranu Tembé             | Tainá                        |
| Daniela Dellan           | Débora                       |
| Vinícius Guerra          | Rodrigo                      |
| Guilherme Almeida        | Dani                         |
| Wagner Torres            | Alemão                       |
| Aldino Brito             | Caixote                      |
| Letícia Kerchner         | Cacau                        |
| Jessica Lobo             | Fabiana (Fabi)               |
| Amanda Parisi            | Jennifer                     |
| Rafael Bulhões           | Léo                          |
| Pablo Siviero            | Anderson Loiola              |
| Thais Puello             | Michele                      |
| Wanessa Alves            | Nanda                        |
| Evelyn Castro            | Moradora da comunidade       |
| Marlon Schuck            | Pepê                         |
| Rafael Faioli            | Vitor Torvi                  |
| Dan Ferreira             | Zé                           |
| Alexsandro Silva         | Alex                         |
| Gabriela Martins Rezende | Lia (criança)                |
| Manuela Carrano          | Tatá (criança)               |
| Josué Rabello            | Orelha (criança)             |
| Jota Quest               | Eles mesmos                  |
| Detonautas               | Eles mesmos                  |
| Strike                   | Eles mesmos                  |
| NX Zero                  | Eles mesmos                  |
| Champignon               | Ele mesmo                    |
| Leoni                    | Ele mesmo                    |
| Pedro Bial               | Ele mesmo                    |
| Thalita Rebouças         | Ela mesma                    |
| Fabiola da Silva         | Ela mesma                    |
| Naldo Benny              | Ele mesmo                    |
| Silva                    | Ele mesmo                    |
| DJ Marlboro              | Ele mesmo                    |

## Audiência
Em seu primeiro capítulo, com a volta do personagem Mocotó, a nova temporada da série conseguiu excelentes 21 pontos no IBOPE, tornando-se o capítulo mais assistido da temporada e superando a estreia da temporada anterior, que havia consolidado apenas 17 pontos. O capítulo menos assistido da temporada foi exibido no dia 28 de setembro de 2012, no qual a série marcou apenas 10 pontos no IBOPE, recorde negativo que seria repetido nos dias 25 de outubro e 5 de dezembro de 2012. Em seu penúltimo capítulo, exibido no dia 4 de julho de 2013, a série consolidou uma de suas maiores audiências desde seu primeiro capítulo, conseguindo 19,9 pontos no IBOPE. No último capítulo da temporada, exibido na sexta-feira, dia 5 de julho de 2013, Malhação alcançou 17 pontos. Teve média geral de 14,82 pontos, representando uma queda de 1,07 pontos comparado à temporada anterior e se tornando a segunda menos assistida da história, uma vez que a sucessora ultrapassaria a marca. No entanto, apesar dos baixos índices ao decorrer de sua exibição, uma vez que a novela foi perdendo audiência com o tempo, a temporada se tornou uma das mais lembradas entre os fãs, que a avaliam como uma das melhores em todos os tempos, ficando atrás apenas da edição 2004.
Cenas da temporada foram reaproveitadas na novela Salve-se Quem Puder no capítulo de 4 de junho de 2021.

## Exibição
Foi reexibida no Viva de 3 de junho a 7 de novembro de 2024, em formato de capítulos duplos, totalizando 114 capítulos, substituindo a décima nona temporada e sendo substituída pela vigésima primeira temporada na faixa das 16h15, com reprises às 3h45 e às 10h30.

### Outras Mídias
Em 20 de março de 2023, foi disponibilizada pelo Globoplay como parte do Projeto Originalidade, com a atualização para o formato de exibição original; com o formato de imagem restaurado em Full HD, além de aberturas, vinhetas de intervalo e encerramento originais.

## Prêmios e indicações
| Ano  | Prêmio                      | Categoria                | Indicado                                | Resultado |
| ---- | --------------------------- | ------------------------ | --------------------------------------- | --------- |
| 2012 | Capricho Awards             | Programa de TV           | Glória Barreto e Rosane Svartman        | Indicado  |
| 2012 | Capricho Awards             | Melhor Ator Nacional     | Rodrigo Simas                           | Indicado  |
| 2012 | Capricho Awards             | Gato Nacional            | Rodrigo Simas                           | Indicado  |
| 2012 | Prêmio Extra de TV          | Ídolo Teen               | Alice Wegmann                           | Indicado  |
| 2012 | Emmy Internacional Digital! | Infanto-juvenil          | TV Orelha                               | Indicado  |
| 2012 | Prêmio Contigo! de TV       | Melhor Novela            | Rosane Svartman e Glória Barreto        | Indicado  |
| 2012 | Prêmio Contigo! de TV       | Melhor Ator Coadjuvante  | David Lucas                             | Indicado  |
| 2012 | Prêmio Contigo! de TV       | Melhor Atriz Coadjuvante | Juliana Paiva                           | Indicado  |
| 2012 | Prêmio Contigo! de TV       | Melhor Ator Infantil     | Vitor Colman                            | Indicado  |
| 2012 | Prêmio Contigo! de TV       | Melhor Ator Infantil     | Xande Valois                            | Indicado  |
| 2012 | Prêmio Contigo! de TV       | Melhor Atriz Infantil    | Lara Jhúlia Dellias                     | Indicado  |
| 2012 | Prêmio Contigo! de TV       | Melhor Atriz Infantil    | Pietra Pan                              | Indicado  |
| 2012 | Prêmio Contigo! de TV       | Melhor Autor de Novela   | Glória Barreto e Rosane Svartman        | Indicado  |
| 2012 | Prêmio Contigo! de TV       | Melhor Diretor de Novela | José Alvarenga Jr. e Luiz Henrique Rios | Indicado  |
| 2012 | Prêmio Contigo! de TV       | Revelação da TV          | Agatha Moreira                          | Indicado  |
| 2012 | Prêmio Contigo! de TV       | Revelação da TV          | Daniel Blanco                           | Indicado  |
| 2013 | Prêmio Extra de TV          | Ídolo Teen               | Juliana Paiva                           | Indicado  |
| 2013 | Prêmio Extra de TV          | Ídolo Teen               | Rodrigo Simas                           | Indicado  |
| 2013 | Capricho Awards             | Melhor Ator Nacional     | Rodrigo Simas                           | Indicado  |
| 2013 | Capricho Awards             | Melhor Ator Nacional     | Guilherme Leicam                        | Indicado  |
| 2013 | Capricho Awards             | Melhor Atriz Nacional    | Juliana Paiva                           | Indicado  |
| 2013 | Capricho Awards             | Troféu Pegação           | Bruno e Fatinha (na chuva)              | Venceu    |

## Trilha sonora
Em 06 de março de 2013, após a morte do cantor Chorão, vocalista da banda Charlie Brown Jr., fãs da novela e da banda pediram para que a TV Globo reproduzisse a música "Te Levar" na abertura da novela, já a que música esteve na abertura por mais de 7 anos. O pedido não foi atendido, porém a TV Globo reproduziu a música no encerramento da série.
Não foram lançados álbuns da trilha sonora da 21.ª temporada de Malhação, mas, de acordo com a página oficial, da temporada no site Memória Globo, estas são as canções que tocam na trama.
Músicas Principais
1. Tempos Modernos - Jota Quest
2. Som Sincero - Scracho
3. Fluxo Perfeito - Strike
4. What Makes You Beautiful - One Direction
5. Mãe - Rancore
6. No Cimento - Érika Machado
7. Pescador de Ilusões - O Rappa
8. Pra Alegrar o Meu Dia - Tiê
9. Quando o Sol Bater Na Janela do Teu Quarto - Legião Urbana
10. Disco Voador - Arthur Danni
11. Um Amor, Um Lugar - Fernanda Abreu & Herbert Vianna
12. Falo Nada - Cone Crew Diretoria Part. Esp: Marcelo D2
13. Debochada - MC Romário
14. Louquinha - MC K9
15. Ironic - Alanis Morissette
16. The Lazy Song - Bruno Mars
17. We'll Be Coming Back - Calvin Harris feat. Example
18. Get Loud! - Wanessa
19. Paradise - Coldplay
20. After All - Filipe Guerra feat. Jullie
21. Don't Wanna Do - Michael Nappi
22. You’re The Face of Love - Michael Kisur
23. Velha e Louca - Mallu Magalhães
24. Pra Sonhar - Marcelo Jeneci
25. Lanterna dos Afogados - Maria Gadú
26. Mantra - Nando Reis Part. Esp.: Hare Krishnas
27. A Visita - Silva
28. Wish It Were You - Taylor Renee
29. Why You Wanna - Jana Kramer
30. Lonely Boy - The Black Keys
31. What I Got - Sublime
32. Go! - College 11
33. Once Again – Banda Diorama
34. Till The Morning Light - College 11
35. Mentirosa - MC Márcio G.
36. Piriguete - MC Papo
37. Ela Só Pensa em Beijar - MC Leozinho

Músicas cantadas pelos personagens
1. Exagerado - Lia Martins
2. Amor, Carinho e Paixão - MC Pilha
3. Amo Assim - Lia Martins
4. Sozinha Em Minha Companhia - Lia Martins
5. Tchau - Nando Rocha

Participações musicais
1. Fluxo Perfeito – Strike
2. Céu Completo – Strike
3. Tchau – Leo Jaime part. Strike
4. Mensagem de Amor – Leo Jaime e Thalma de Freitas
5. A Visita – Silva
6. Hey hey hey – Os Azuis
7. Mil Motivos – XIS4
8. Que Vença o Melhor – Start
9. Onde Estiver – Nx Zero
10. Metamorfose Ambulante – Leo Jaime
11. Fórmula do Amor – Nx Zero part. Leo Jaime
12. Ligação – Nx Zero
13. Tchau – Leo Jaime part. Nx Zero
14. Tempo Perdido – Leo Jaime part. Detonautas e Leoni
15. Por que não eu – Leoni part. Detonautas e Leo Jaime
16. Essa Noite – Detonautas part. Leo Jaime e Leoni
17. Se Joga – Naldo
18. Amor de Chocolate – Naldo
19. Tempos Modernos – Jota Quest
20. Te Levar – Charlie Brown Jr (Champignon)